# Ciklični guanozin monofosfat
Ciklični guanozin monofosfat (cGMP) je ciklični nukleotid koji je derivat guanozin trifosfata (GTP). cGMP dejstvuje kao sekundarni glasnik poput cikličnog AMP. Na primer, cGMP aktivira intracelularne protein kinaze u responsu na vezivanje membrana-nepermeabilnih peptidnih hormona na ćelijsku površinu.

## Sinteza
cGMP sinteza je katalizovana guanilat ciklazom (GC), koja konvertuje GTP u cGMP. Za membranu-vezana GC je aktivirana peptidnim hormonima poput atrijalnog natriuretskog faktora, dok je rastvorna GC tipično aktivirana azot-monoksidom za stimulaciju cGMP sinteze.

## Efekti
cGMP je opšti regulator provodnosti jonskih kanala, glikogenolize, i ćelijske apoptoze. On takođe relaksira glatka mišićna tkiva. U krvnim sudovima, relaksacija vaskularnih glatkih mišića dovodi do vazodilacije i povišenog protoka krvi.
cGMP je sekundarni glasnik u fototransdukciji u oku. U fotoreceptorima oka sisara, prisustvo svetla aktivira fosfodiesterazu, koja degradira cGMP. Kalcijumski jonski kanali u fotoreceptorima su cGMP-kontrolisani, tako da degradacija cGMP uzrokuje zatvaranje kalcijumovih kanala, što dovodi do hiperpolarizacije fotoreceptorske membrane plazme i ultimatno do prenosa vizuelne informacije do mozga. GMP i njegovi brojni derivati takođe imaju umami ukus.

## Literatura
1. ↑   уреди
2. ↑  Evan E. Bolton; Yanli Wang; Paul A. Thiessen; Stephen H. Bryant (2008). „Chapter 12 PubChem: Integrated Platform of Small Molecules and Biological Activities”. Annual Reports in Computational Chemistry. 4: 217—241. doi:10.1016/S1574-1400(08)00012-1.
3. ↑  Francis SH, Corbin JD (1999). „Cyclic nucleotide-dependent protein kinases: intracellular receptors for cAMP and cGMP action”. Crit Rev Clin Lab Sci. 36 (4): 275—328. ISSN 1040-8363. PMID 10486703. doi:10.1080/10408369991239213.
4. ↑  R. Lane Brown; Timothy Strassmaier; James D. Brady; Jeffrey W. Karpen (2006). „The Pharmacology of Cyclic Nucleotide-Gated Channels: Emerging from the Darkness”. Current Pharmaceutical Design. 12 (28): 3597—613. PMC 2467446 . PMID 17073662. doi:10.2174/138161206778522100. NIHMSID: NIHMS47625.
5. ↑  Cairoli P, Pieraccini S, Sironi M, Morelli CF, Speranza G, Manitto P (2008). „Studies on umami taste. Synthesis of new guanosine 5'-phosphate derivatives and their synergistic effect with monosodium glutamate”. J. Agric. Food Chem. 56 (3): 1043—50. ISSN 0021-8561. PMID 18181569. doi:10.1021/jf072803c.

## Spoljašnje veze
- Cyclic+guanosine+monophosphate на 